# Heliocypha huai
Heliocypha huai är en trollsländeart som beskrevs av Zhou 2006. Heliocypha huai ingår i släktet Heliocypha och familjen Chlorocyphidae. Inga underarter finns listade i Catalogue of Life.